# Mosaïque de Grand
La mosaïque de Grand, datée de l'époque de l'Empereur Caracalla, est une mosaïque de 232 m2, la plus grande de l'espace lorrain antique, et se trouve dans le village de Grand dans le département des Vosges. Le motif central ou emblema  dont un tiers seulement subsiste, pourrait représenter une scène du Phasme de Ménandre. Elle a été retrouvée en 1883 et mise au jour en mai par Félix Voulot, conservateur au musée départemental des Vosges à Épinal. La mosaïque et la basilique qui la contient sont classées au titre des monuments historiques  par arrêté du 19 janvier 1884. Cette œuvre originale est propriété du Conseil général des Vosges depuis 1956.

## Découverte et historique
Dès 1873, sous la Maison des Sœurs, un angle du pavement fut découvert et dix ans plus tard, en mai 1883, Félix Voulot fit dégager les deux mètres de terre qui recouvraient l'ensemble de la surface (232 m2). La commune accepta de construire un bâtiment pour l'abriter, ce qui fut fait très rapidement, en six mois, et en respectant le tracé des substructions antiques connues.
Le visiteur a ainsi le rare privilège de découvrir un décor de sol complet de mur à mur et sur son emplacement d'origine, comme à la grande villa de Nennig près de Trèves. La salle mis au jour par F. Voulot était entourée de « très beaux murs romains » qui délimitaient une pièce rectangulaire (14,12 × 13,87 m) complétée du côté ouest par une abside profonde de 5,43 m.
En 1912, les autorités municipales signalent déjà qu'il faut protéger la mosaïque de l'air et l'humidité. En 1928, Adrien Blanchet, s'inquiète du sort qui lui est réservé, eu égard à la dislocation des tesselles sous les coups de balais. Dans les années 1950, on décide alors de remplacer le hangar par le bâtiment actuel pourvu d'une balustrade qui permet aux touristes de ne pas piétiner les tesselles. En 1959, la mosaïque a été déposée puis reposée sur un support moderne constitué de ciment et quelques lacunes ont été comblées.

## Description
Il s'agit d'une mosaïque emaillée polychrome utilisant du blanc, du noir, du crème, du rouge, du jaune, du beige-gris, du rose, du bleu, du gris foncé, etc. et dont les tesselles sont en calcaire d'origine locale, sauf pour le rouge qui provient des Ardennes. En 2004, pour la première fois, le pavement de Grand a fait l'objet d'observations au microscope polarisant et au microscope électronique à balayage. Il a été soumis également à des analyses thermogravimétriques.

Le terrazzo est constitué d'une pâte à base de chaux (60 %) où ont été incorporés de la tuile pilée et un granulat calcaire issu du sous-sol même de Grand. Le mortier de pose, d'une grande finesse, est fait ici de chaux pure. Il prenait très progressivement, en plusieurs semaines, ce qui permettait de déposer et reposer des tesselles pour corriger un motif. L'origine locale des matériaux donne à penser que l'exécution a été assurée sur place, par des équipes itinérantes plutôt que dans un centre important éloigné de Grand.

Le géoradar a permis de donner des indications par trois profils rectilignes réalisés dans la « basilique » : les soubassements au niveau de l'emblema et du reste du pavement sont différents; à l'entrée de l'abside, des vestiges prolongent les murs latéraux existants, ce qui pose la question d'un arasement d'un mur antérieur au moment de la construction du bâtiment ou seulement au moment de la construction de l'abside.

Cordon de marbre rouge entre la mosaïque et les murs, plaques de marbre et de porphyre revêtant la paroi de marqueterie sur 160 cm de haut, stucs peints en blanc, jaune, rouge et bleu à la partie supérieure, moulures de marbres brun et blanc à la base et au sommet des murs composaient une ornementation raffinée. Plus de soixante variétés de marbre dont certaines originaires de Grèce et d'Afrique du Nord ont été utilisées !

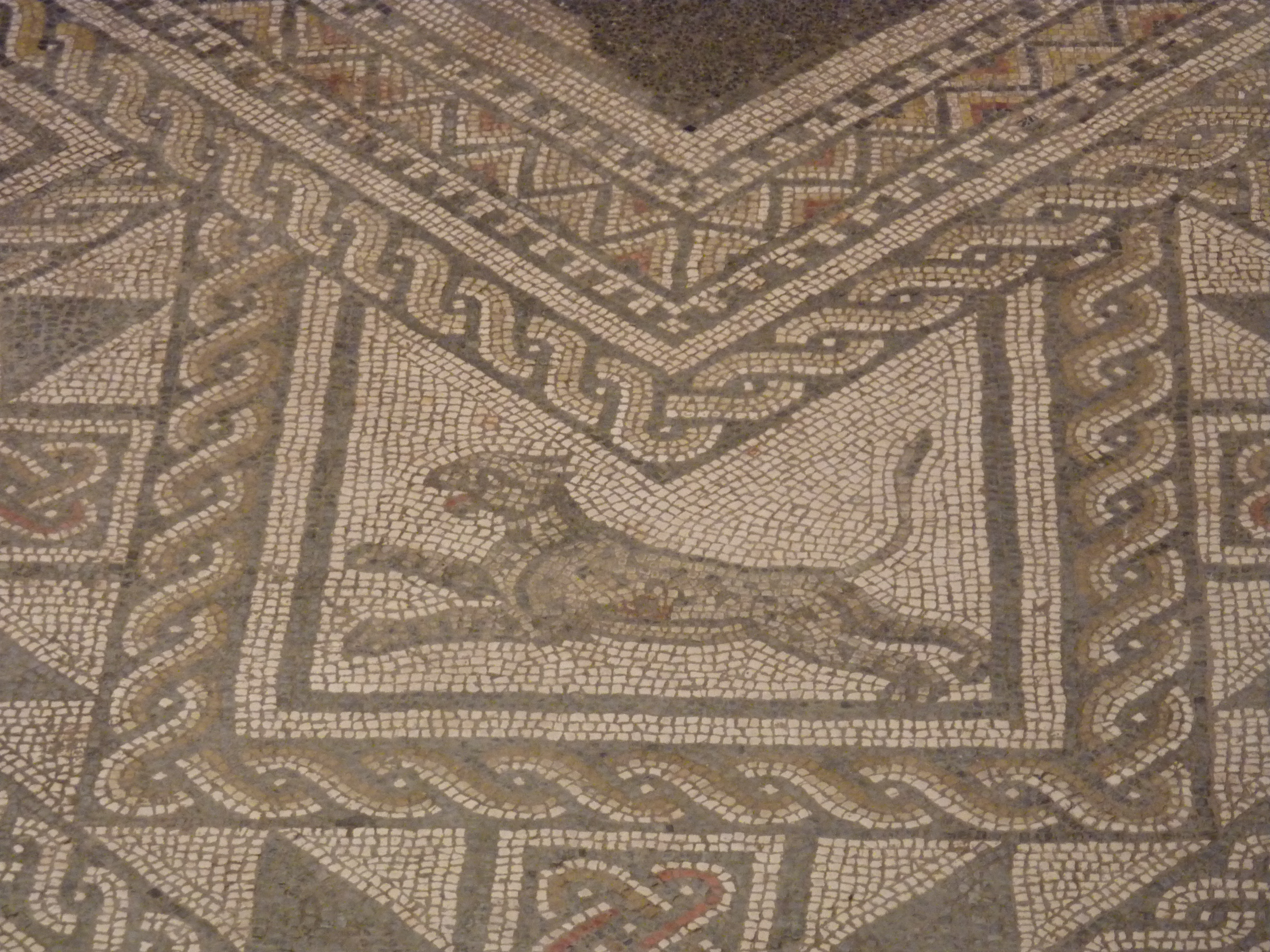
Détail de la mosaïque, la panthère

Une simple bande blanche semée de croisettes noires – quatre tesselles centrales et trois tesselles sur la pointe pour chaque pétale – forme l'encadrement.

Dans le décor de champ, des carrés noirs sur la pointe dessinent un quadrillage sur fond blanc : au milieu de chaque case est placé un carré sur la pointe noir, lui-même occupé par un carré tantôt concave, tantôt droit.

Une bande de triangles à degrés noirs et un filet de quatre rangées de tesselles noires séparent le décor de champ de l'encadrement.

Le tapis (environ 100 m²) est mis en valeur par un cadre fait d'un méandre blanc sur fond noir et d'une tresse à deux brins où le crème et le rouge apparaissent. La composition générale est symétrique constituée de triangles et de rectangles délimités par des tresses à deux brins.
Des ornements végétaux, géométriques ou animaliers (aux quatre angles de l'emblema) remplissent les rectangles. Sur le petit côté tourné vers l'abside le tapis comporte sept carrés enfermant alternativement un fleuron et une croix pattée. Les animaux aux quatre coins sont un tigre, une panthère, un ours et un sanglier. On évoque souvent comme signification les venationes qui se déroulaient dans les amphithéâtres comme celui de Grand. Ce genre de scène de combat entre animaux n'est pas rare dans l'iconographie. À la même époque, entre 180 et 250, plusieurs mosaïques évoquent ceci, c'est le cas à Reims mais aussi à Nennig et à Bad Kreuznach et Vallon. L'ours et le tigre seraient en position d'affrontement tandis que la panthère poursuivrait le sanglier.
Il ne reste plus qu'un tiers de l'emblema « peinture de pierre » exécutée par un artiste de qualité qui a choisi : des tesselles particulièrement petites de 0,5 cm2 à 0,8 cm2 ; des tesselles noires et non pas blanches comme d'ordinaire pour le fond ; un sujet original.

Ce dernier représente deux personnages : celui de gauche, âgé, debout sous un auvent, porte un masque comique sur le visage ; il est drapé dans une large pièce d'étoffe jaune et grise à franges, décorée par des galons colorés (rouge, jaune et bleu). Il s'avance, un bâton recourbé à la main gauche vers un deuxième personnage revêtu d'un justaucorps jaune grisâtre en grande partie détruit. Debout sous une arcade, il tend la main droite.

En rapprochant l'emblema de Grand d'un des panneaux de la mosaïque de la maison dite de « Ménandre » à Mytilène, la scène a pu être attribuée à cet auteur du théâtre athénien par J.-P. Darmon.
Deux bandeaux au lieu d'un seul comme d'ordinaire, rectangulaires et parallèles, matérialisent la séparation entre deux espaces, celui de la grande salle et celui de l'abside. Ce marquage visuel du seuil, d'origine italienne, s'est diffusé en Gaule narbonnaise au Ier siècle av. J.-C. En Gaule belgique, on le trouve aussi chez les Trévires au IIIe siècle à la villa de Fliessem par exemple, mais avec un seul bandeau.
Ici le bandeau le plus long qui jouxte la salle rectangulaire, est organisé en panneaux géométriques rectangulaires et carré de part et d'autre d'un rectangle central à deux peltes. Tout différent, le deuxième bandeau est beaucoup plus élégant : sur fond noir, à partir d'un culot d'acanthe central, s'y déroulent huit rinceaux blancs.

L'espace de l'abside tranche par ses lignes courbes, sur le reste du décor. Il est garni sur quinze rangs horizontaux d'une trame de demi-écailles en opposition de noir et de blanc. Ce motif a été employé au portique des thermes de Caracalla à Rome mais il se trouve aussi ailleurs, en Campanie, à Vaison-la-Romaine, ainsi qu'à Besançon.

La qualité du pavement n'est pas la même en fonction de l'emplacement sur la mosaïque. En effet, si l'emblema était réalisé par un véritable maître, le caractère répétitif des motifs du décor de champ fait que l'on confiait cette tâche à des ouvriers peu qualifiés. Le travail a duré un an, la coupe des tesselles occupant six mois à elle seule.